# Versailler Diktat
Versailler Diktat (auch „Schanddiktat von Versailles“) war ein während der Weimarer Republik geprägtes politisches Schlagwort, mit dem vor allem konservative, deutschnationale, völkische und rechtsextreme Politiker gegen den 1919 geschlossenen Friedensvertrag von Versailles polemisierten. Neben der Dolchstoßlegende und der angeblichen Bedrohung durch das „Weltjudentum“ war er ein zentraler Bestandteil der NS-Propaganda.

## Entstehung und allgemeine Verwendung des Begriffs
Der Begriff „Diktat“ wurde vereinzelt auch von Vertretern der Linken und der bürgerlichen Mitte verwendet, da der Versailler Vertrag, der Deutschlands Niederlage im Ersten Weltkrieg besiegelte, vom Großteil der Bevölkerung tatsächlich als ungerecht und demütigend empfunden wurde.
Für diese Ablehnung gab es mehrere Gründe: 
- Der Vertrag war nur unter den Siegermächten ausgehandelt worden, so dass die neue, nach der Novemberrevolution von 1918 demokratische Regierung des Deutschen Reichs am Ende nur noch geringe Änderungswünsche durchsetzen konnte.
- Zudem erklärte Artikel 231 des Vertrages, Deutschland sei allein schuld am Ausbruch des Krieges und daher für alle entstandenen Schäden verantwortlich. Letzteres begründete hohe Reparationsforderungen.
- Der Vertrag sah umfangreiche Gebietsabtretungen und den Verlust aller deutschen Kolonien vor.
- Die Größe der deutschen Armee wurde auf 100.000 Mann begrenzt.
- Deutschland wurde nicht in den Völkerbund aufgenommen.
- Viele Deutsche sahen sich als betrogen an, da sie einen Friedensschluss auf Basis des 14-Punkte-Programms von US-Präsident Woodrow Wilson und des Selbstbestimmungsrechts der Völker erwartet hatten,[2] den man ihnen nun verwehrt habe.

Da bei einer Ablehnung des Vertrags die aussichtslose Fortführung des Krieges und letztlich die Besetzung ganz Deutschlands drohte, sprach sich die Reichstagsmehrheit notgedrungen für seine Annahme aus. Alle demokratischen Regierungen der Weimarer Republik arbeiteten bis 1933 jedoch erfolgreich an einer allmählichen, friedlichen Teilrevision der Vertragsbedingungen.
Dennoch denunzierte die politische Rechte die Vertreter der Weimarer Koalition als „Erfüllungspolitiker“, die sich einem „Diktat“ gebeugt hätten. Sie selbst zeigten dagegen nie erfolgversprechende Handlungsalternativen auf. Zudem unterschlugen sie zwei wesentliche Fakten: Zum einen hatte das kaiserliche Deutschland, dem sie nachtrauerten, dem unterlegenen Russland 1917 im Friedensvertrag von Brest-Litowsk Bedingungen aufgezwungen, die diejenigen des Versailles Vertrags an Härte noch übertrafen; zum anderen hatte die kaiserliche Reichsleitung – nicht zuletzt durch den Frieden von Brest-Litowsk – Wilsons 14-Punkte-Programm bereits zurückgewiesen, bevor die Erfolge der Entente-Mächte an der Westfront im Sommer 1918 neue Fakten schufen, die den Verhandlungsspielraum des Reichs entscheidend einschränkten.

## Bedeutung für die NS-Propaganda nach Elias Canetti
Der Begriff „Versailler Diktat“ gehörte nicht zuletzt zum propagandistischen Arsenal Hitlers und der NSDAP. Sie zerstörten 1933 die erste deutsche Demokratie und lösten 1939 den Zweiten Weltkrieg aus mit dem Ziel, die Bestimmungen von Versailles gewaltsam zu revidieren.
Der spätere Nobelpreisträger Elias Canetti analysierte in seinem Hauptwerk Masse und Macht die Durchschlagskraft dieses Kampfbegriffs und seine Bedeutung für die NS-Propaganda. Als wichtigsten Grund für die allgemeine Ablehnung des Versailler Vertrags in Deutschland sah Canetti die darin festgeschriebene Verkleinerung des deutschen Heeres, die de facto auf ein Verbot der allgemeinen Wehrpflicht hinauslief. Diese habe die Deutschen um das Erlebnis der geschlossenen Masse gebracht, etwa um das Exerzieren, das Geben und Empfangen von Befehlen. An die Stelle der geschlossenen sei dann die offene, für jeden zugängliche Masse getreten, die Partei, in diesem Fall die NSDAP. Im Verbot der allgemeinen Wehrpflicht sieht Canetti die „Geburt des Nationalsozialismus“. Er schreibt:

„Mit einer Unermüdlichkeit ohnegleichen hat Hitler das Schlagwort vom Versailler Diktat gebraucht. […] Für den Deutschen bedeutete das Wort ‘Versailles’ nicht so sehr die Niederlage, die er nie wirklich anerkannt hat, es bedeutete das Verbot der Armee; das Verbot einer bestimmten, sakrosankten Übung, ohne die er sich das Leben schwer vorstellen konnte. Das Verbot der Armee war wie das Verbot einer Religion. Der Glaube der Väter war unterbunden, ihn wiederherzustellen war jedes Mannes heilige Pflicht. In diese Wunde stieß das Wort ›Versailles‹ jedesmal, wenn es gebraucht wurde; es erhielt sie frisch, sie blutete weiter, sie schloss sich nie. […]

Es ist dabei von Bedeutung, daß immer von einem Diktat, nie von einem Vertrag die Rede war. ›Diktat‹ erinnert an die Sphäre des Befehls. Ein einziger, fremder Befehl, der Befehl des Feindes, darum ›Diktat‹ genannt, hatte dieses ganze herrische Treiben des militärischen Befehls von Deutschen an Deutsche unterbunden. Wer das Wort vom ›Versailler Diktat‹ hörte oder las, empfand auf das tiefste, was ihm weggenommen war: die deutsche Armee. Ihre Wiederherstellung erschien als das einzige, wirklich wichtige Ziel. Mit ihr würde alles wieder werden, wie es früher war. […]

Man kann ohne Übertreibung sagen, daß alle wichtigen Schlagworte der Nationalsozialisten, mit Ausnahme derer, die den Juden galten, sich aus dem einen Wort vom ›Versailler Diktat‹ durch Spaltung ableiten lassen: ›Das Dritte Reich‹, ›Sieg-Heil‹ und so weiter. Der Inhalt der Bewegung war auf konzentrierte Weise in diesem einen Wort enthalten: die Niederlage, die zum Sieg werden soll; die verbotene Armee, die zu diesem Zwecke erst aufzustellen ist.“